# 勒策爾巴赫河
51°2′0.58″N 7°3′19.99″E / 51.0334944°N 7.0555528°E
勒策爾巴赫河（德語：Lötzelbach），是德國的河流，位於該國西部，處於北萊茵-威斯特法倫州，屬於丁恩河的右支流，河道全長1.2公里，流域面積0.5平方公里。